# Nososticta diadesma
Nososticta diadesma – gatunek ważki z rodziny pióronogowatych (Platycnemididae). Jest endemitem indonezyjskiej wyspy Sumba wchodzącej w skład Małych Wysp Sundajskich. Opisał go Maurits Lieftinck w 1936 roku w oparciu o okaz młodocianego samca odłowionego w 1925 roku. Autor nadał gatunkowi nazwę Notoneura diadesma.